# Fermana Calcio 1995-1996
Questa pagina raccoglie le informazioni riguardanti la Fermana Calcio nelle competizioni ufficiali della stagione 1995-1996.

## Rosa
| N. |                   | Ruolo | Calciatore           |
| -- | ----------------- | ----- | -------------------- |
|    | Italia (bandiera) | A     | Emilio Belmonte      |
|    | Italia (bandiera) | P     | Davide Bertaccini    |
|    | Italia (bandiera) | D     | Stefano Bettella     |
|    | Italia (bandiera) | A     | Gino Clementi        |
|    | Italia (bandiera) | D     | Massimiliano Corsi   |
|    | Italia (bandiera) | C     | Guido Di Fabio       |
|    | Italia (bandiera) | C     | Cristiano Di Loreto  |
|    | Italia (bandiera) | A     | Antonio Di Maggio    |
|    | Italia (bandiera) | A     | Alessandro Di Matteo |
|    | Italia (bandiera) | C     | Fabio Di Venanzio    |
|    | Italia (bandiera) | C     | Filippo Furiani      |
|    | Italia (bandiera) | D     | Pierpaolo Lauretti   |

| N. |                   | Ruolo | Calciatore          |
| -- | ----------------- | ----- | ------------------- |
|    | Italia (bandiera) | A     | Giorgio Lunerti     |
|    | Italia (bandiera) | A     | Emanuele Matzuzzi   |
|    | Italia (bandiera) | D     | Alessio Morelli     |
|    | Italia (bandiera) | D     | Michele Moscetta    |
|    | Italia (bandiera) | A     | Marco Pelliccia     |
|    | Italia (bandiera) | C     | Marco Pennacchietti |
|    | Italia (bandiera) | A     | Stefano Protti      |
|    | Italia (bandiera) | C     | Massimo Scoponi     |
|    | Italia (bandiera) | P     | Salvatore Soviero   |
|    | Italia (bandiera) | C     | Enrico Turcheschi   |
|    | Italia (bandiera) | C     | Leandro Vessella    |

## Risultati

### Campionato

#### Girone di andata
| 3 settembre 1995 1ª giornata | Fermana | 1 – 1 | Treviso |  |

| 10 settembre 1995 2ª giornata | Vis Pesaro | 1 – 1 | Fermana |  |

| 17 settembre 1995 3ª giornata | San Donà | 1 – 0 | Fermana |  |

| 24 settembre 1995 4ª giornata | Fermana | 1 – 1 | Livorno |  |

| 1º ottobre 1995 5ª giornata | Imola | 1 – 0 | Fermana |  |

| 8 ottobre 1995 6ª giornata | Fermana | 1 – 0 | Cecina |  |

| 15 ottobre 1995 7ª giornata | Forlì | 0 – 1 | Fermana |  |

| 22 ottobre 1995 8ª giornata | Fermana | 3 – 2 | Pontedera |  |

| 29 ottobre 1995 9ª giornata | Baracca Lugo | 0 – 0 | Fermana |  |

| 5 novembre 1995 10ª giornata | Fermana | 4 – 0 | Centese |  |

| 12 novembre 1995 11ª giornata | Tolentino | 1 – 1 | Fermana |  |

| 19 novembre 1995 12ª giornata | Fermana | 0 – 0 | Fano |  |

| 3 dicembre 1995 13ª giornata | Fermana | 0 – 0 | Ternana |  |

| 10 dicembre 1995 14ª giornata | Triestina | 0 – 0 | Fermana |  |

| 17 dicembre 1995 15ª giornata | Fermana | 1 – 0 | Giorgione |  |

| 30 dicembre 1995 16ª giornata | Ponsacco | 2 – 1 | Fermana |  |

| 7 gennaio 1996 17ª giornata | Fermana | 1 – 0 | Rimini |  |

#### Girone di ritorno
| 14 gennaio 1996 18ª giornata | Treviso | 3 – 1 | Fermana |  |

| 21 gennaio 1996 19ª giornata | Fermana | 1 – 2 | Vis Pesaro |  |

| 28 gennaio 1996 20ª giornata | Fermana | 0 – 0 | San Donà |  |

| 4 febbraio 1996 21ª giornata | Livorno | 2 – 1 | Fermana |  |

| 11 febbraio 1996 22ª giornata | Fermana | 1 – 0 | Imola |  |

| 18 febbraio 1996 23ª giornata | Cecina | 0 – 1 | Fermana |  |

| 26 febbraio 1996 24ª giornata | Fermana | 2 – 0 | Forlì |  |

| 10 marzo 1996 25ª giornata | Pontedera | 0 – 0 | Fermana |  |

| 17 marzo 1996 26ª giornata | Fermana | 2 – 0 | Baracca Lugo |  |

| 24 marzo 1996 27ª giornata | Centese | 2 – 2 | Fermana |  |

| 31 marzo 1996 28ª giornata | Fermana | 2 – 1 | Tolentino |  |

| 14 aprile 1996 29ª giornata | Fano | 1 – 0 | Fermana |  |

| 20 aprile 1996 30ª giornata | Ternana | 1 – 0 | Fermana |  |

| 28 aprile 1996 31ª giornata | Fermana | 1 – 0 | Triestina |  |

| 5 maggio 1996 32ª giornata | Giorgione | 0 – 1 | Fermana |  |

| 12 maggio 1996 33ª giornata | Fermana | 4 – 0 | Ponsacco |  |

| 19 maggio 1996 34ª giornata | Rimini | 0 – 1 | Fermana |  |